# Şimişna
Şimişna es una comuna ubicada en el distrito de Sălaj, Rumania.

## Superficie
Posee una superficie de 45,23 kilómetros cuadrados.

## Demografía
Hasta 2021 la población era de 833 habitantes, con una densidad de población de 18,42 habitantes por kilómetro cuadrado.